# Fucose
A fucose é um desoxiaçúcar naturalmente encontrado na superfície da célula de mamíferos, insetos e plantas, e é uma subunidade fundamental do polissacarídeo sulfatado fucoidan.
Duas características estruturais distinguem a fucose de outros açúcares de seis carbonos presentes nos mamíferos: a falta de um grupo hidroxila no carbono de posição 6 (C-6) e a configuração levógira. A fucose é metabolizada por uma enzima chamada alfa-fucosidase.